# Boophis narinsi
Boophis narinsi is een kikker uit de familie gouden kikkers (Mantellidae). De soort werd voor het eerst wetenschappelijk beschreven door Miguel Vences, Marcelo Gehara, Jörn Köhler en Frank Glaw in 2012. De soort behoort tot het geslacht Boophis.

## Leefgebied
De kikker is endemisch in Madagaskar. De soort komt voor in het zuiden en oosten van het eiland, zo ook in nationaal park Ranomafana, en leeft vooral in de subtropische bossen van Madagaskar.